# Sportsklubben Brann 2015
Questa voce raccoglie le informazioni riguardanti lo Sportsklubben Brann nelle competizioni ufficiali della stagione 2015.

## Stagione
A seguito della retrocessione dall'Eliteserien del campionato precedente, maturata nel doppio confronto con il Mjøndalen, Rikard Norling è stato inizialmente confermato come allenatore del club. Il 27 maggio 2015, è stato esonerato. Due giorni dopo, Lars Arne Nilsen è stato assunto al suo posto. Il 21 ottobre, in virtù della vittoria del Sogndal sul Kristiansund nel recupero della 27ª giornata di campionato, il Brann ha matematicamente conquistato la promozione in Eliteserien con due giornate d'anticipo sulla fine della stagione. La squadra ha chiuso l'annata al 2º posto finale.
Il calciatore più utilizzato in stagione è stato Erik Huseklepp, che ha totalizzato 34 presenze tra campionato e coppa. È stato anche il miglior marcatore stagionale a quota 10 reti, di cui 8 in campionato e 2 in coppa. Fredrik Haugen è stato inoltre votato come miglior giocatore della 1. divisjon al Premio Kniksen 2015.

## Maglie e sponsor
Lo sponsor tecnico per la stagione 2015 è stato Hummel, mentre lo sponsor ufficiale è stato Sparebanken Vest. La divisa casalinga fu completamente rossa, con inserti bianchi. Quella da trasferta era invece totalmente nera, con inserti bianchi.
| Casa | Trasferta |

## Rosa
| N. |                        | Ruolo | Calciatore           |
| -- | ---------------------- | ----- | -------------------- |
| 1  | Stati Uniti (bandiera) | P     | Alex Horwath         |
| 3  | Norvegia (bandiera)    | D     | Erlend Hanstveit     |
| 4  | Norvegia (bandiera)    | C     | Eirik Birkelund      |
| 5  | Norvegia (bandiera)    | D     | Jonas Grønner        |
| 6  | Norvegia (bandiera)    | D     | Vadim Demidov        |
| 7  | Norvegia (bandiera)    | A     | Kristoffer Larsen    |
| 8  | Norvegia (bandiera)    | C     | Fredrik Haugen       |
| 9  | Norvegia (bandiera)    | C     | Kasper Skaanes       |
| 10 | Norvegia (bandiera)    | A     | Steffen Lie Skålevik |
| 10 | Svezia (bandiera)      | A     | Jakob Orlov          |
| 11 | Costa Rica (bandiera)  | A     | Jorge Castro         |
| 12 | Norvegia (bandiera)    | P     | Kenneth Udjus        |
| 13 | Norvegia (bandiera)    | A     | Erik Huseklepp       |
| 14 | Norvegia (bandiera)    | D     | Fredrik Heggland     |
| 15 | Costa Rica (bandiera)  | D     | Bismar Acosta        |
| 16 | Norvegia (bandiera)    | C     | Emil Hansson         |
| 17 | Norvegia (bandiera)    | D     | Viljar Vevatne       |
| 18 | Norvegia (bandiera)    | D     | Azar Karadas         |

| N. |                     | Ruolo | Calciatore               |
| -- | ------------------- | ----- | ------------------------ |
| 19 | Norvegia (bandiera) | A     | Marcus Pedersen          |
| 20 | Norvegia (bandiera) | A     | Håkon Lorentzen          |
| 21 | Norvegia (bandiera) | D     | Ruben Kristiansen        |
| 23 | Norvegia (bandiera) | C     | Sivert Heltne Nilsen     |
| 24 | Polonia (bandiera)  | P     | Piotr Leciejewski        |
| 25 | Liberia (bandiera)  | A     | Amadaiya Rennie          |
| 27 | Svezia (bandiera)   | D     | Erdin Demir              |
| 29 | Norvegia (bandiera) | C     | Kristoffer Barmen        |
| 30 | Norvegia (bandiera) | C     | Fredrik Pallesen Knudsen |
| 33 | Norvegia (bandiera) | D     | Amin Nouri               |
| 34 | Norvegia (bandiera) | C     | Gaute Høberg Vetti       |
| 34 | Norvegia (bandiera) | C     | Halldor Stenevik         |
| 35 | Norvegia (bandiera) | C     | Mathias Wåge Raum        |
| 36 | Norvegia (bandiera) | P     | Emil Harloff             |
| 37 | Norvegia (bandiera) | D     | Kapinga Brazy            |
| 37 | Norvegia (bandiera) | P     | Ludvig Lynum             |
| 38 | Norvegia (bandiera) | D     | Jan Ruben Sleen          |
| 39 | Norvegia (bandiera) | A     | Oliver Rotihaug          |

## Calciomercato

### Sessione invernale(dal 01/01 al 31/03)
| Arrivi | Arrivi            | Arrivi     | Arrivi        |
| R.     | Nome              | da         | Modalità      |
| ------ | ----------------- | ---------- | ------------- |
| P      | Alex Horwath      | Ljungskile | definitivo    |
| P      | Kenneth Udjus     | Lillestrøm | definitivo    |
| D      | Bismar Acosta     | Start      | definitivo    |
| D      | Amin Nouri        |            | svincolato    |
| A      | Jorge Castro      | Start      | prestito      |
| A      | Kristoffer Larsen | Hønefoss   | fine prestito |

| Partenze | Partenze          | Partenze            | Partenze   |
| R.       | Nome              | a                   | Modalità   |
| -------- | ----------------- | ------------------- | ---------- |
| P        | Ådne Nissestad    |                     | svincolato |
| P        | Øystein Øvretveit | Nest-Sotra          | prestito   |
| D        | Hassan El Fakiri  |                     | ritiro     |
| D        | Markus Jonsson    |                     | ritiro     |
| D        | Daniel Mojsov     |                     | svincolato |
| D        | Birkir Sævarsson  |                     | svincolato |
| D        | Andreas Vindheim  | Malmö FF            | definitivo |
| C        | Amin Askar        | Sarpsborg 08        | prestito   |
| C        | Stéphane Badji    | İstanbul Başakşehir | definitivo |
| C        | Simen Lassen      | Åsane               | definitivo |
| A        | Ibrahima Dramé    | Hønefoss            | definitivo |
| A        | Håkon Lorentzen   | Åsane               | prestito   |

### Tra le due sessioni
| Arrivi | Arrivi          | Arrivi | Arrivi        |
| R.     | Nome            | da     | Modalità      |
| ------ | --------------- | ------ | ------------- |
| A      | Håkon Lorentzen | Åsane  | fine prestito |

| Partenze | Partenze     | Partenze         | Partenze   |
| R.       | Nome         | a                | Modalità   |
| -------- | ------------ | ---------------- | ---------- |
| P        | Ludvig Lynum | Vadmyra          | prestito   |
| D        | Erdin Demir  | Waasland-Beveren | definitivo |

### Sessione estiva(dal 22/07 al 18/08)
| Arrivi | Arrivi               | Arrivi     | Arrivi     |
| R.     | Nome                 | da         | Modalità   |
| ------ | -------------------- | ---------- | ---------- |
| D      | Ruben Kristiansen    | Vålerenga  | definitivo |
| D      | Viljar Vevatne       | Bryne      | definitivo |
| C      | Sivert Heltne Nilsen | Vålerenga  | definitivo |
| A      | Steffen Lie Skålevik | Nest-Sotra | definitivo |
| A      | Amadaiya Rennie      | Hammarby   | prestito   |

| Partenze | Partenze        | Partenze     | Partenze   |
| R.       | Nome            | a            | Modalità   |
| -------- | --------------- | ------------ | ---------- |
| A        | Jakob Orlov     | Hammarby     | prestito   |
| A        | Marcus Pedersen | Strømsgodset | definitivo |

### Dopo la sessione estiva
| Arrivi | Arrivi | Arrivi | Arrivi   |
| R.     | Nome   | da     | Modalità |
| ------ | ------ | ------ | -------- |

| Partenze | Partenze     | Partenze  | Partenze   |
| R.       | Nome         | a         | Modalità   |
| -------- | ------------ | --------- | ---------- |
| C        | Emil Hansson | Feyenoord | definitivo |

## Risultati

### 1. divisjon

#### Girone di andata
| Arbitro: | Lundby (Bøverbru) |

|                       |           |               |
| Kjelsrud Johansen 90’ | Marcatori | 21’ Huseklepp |

| Arbitro: | Gya |

|                          |           |  |
| Castro 26’ Huseklepp 78’ | Marcatori |  |

| Arbitro: | Døvle (Larvik) |

|                                      |           |  |
| Ulland Andersen 33’, 53’ Aursnes 67’ | Marcatori |  |

| Arbitro: | Gjermshus |

|                      |           |                                |
| Lind 30’ Jenssen 43’ | Marcatori | 52’ (rig.) Huseklepp 63’ Orlov |

| Arbitro: | Hansen (Feda) |

|                               |           |                   |
| Haugen 9’ Orlov 22’, 53’, 81’ | Marcatori | 15’ Øwre Gjertsen |

| Arbitro: | Smehus Kringstad |

|  |           |            |
|  | Marcatori | 23’ Castro |

| Bergen 9 maggio 2015, ore 18:00 7ª giornata | Brann | 0 – 0 referto | Sandnes Ulf | Brann Stadion (7.140 spett.)\| Arbitro: \| Eskås \| |
| Arbitro:                                    | Eskås |               |             |                                                     |

| Hønefoss 12 maggio 2015, ore 18:00 8ª giornata | Hønefoss | 0 – 0 referto | Brann | AKA Arena (1.634 spett.)\| Arbitro: \| Gya \| |
| Arbitro:                                       | Gya      |               |       |                                               |

| Arbitro: | Steen |

|                |           |                                     |
| Larsen 1’, 11’ | Marcatori | 59’ J. Hammersland 62’ Zachariassen |

| Arbitro: | Hansen (Feda) |

|                                        |           |               |
| López 21’ Bye 28’ Hopen 47’ Stokke 63’ | Marcatori | 87’ Huseklepp |

| Arbitro: | S. Smehus Kringstad |

|                        |           |              |
| Larsen 70’ Skaanes 83’ | Marcatori | 89’ Vestvatn |

| Arbitro: | Eskås |

|                            |           |                                     |
| Soltvedt 3’ Stephensen 31’ | Marcatori | 57’ Acosta 70’ Pedersen 77’ Demidov |

| Arbitro: | Lundby (Bøverbru) |

|  |           |                              |
|  | Marcatori | 5’, 77’, 80’ Opseth 23’ Otoo |

| Arbitro: | Borgersen (Oslo) |

|           |           |              |
| Aalbu 73’ | Marcatori | 90’ Pedersen |

| Arbitro: | Gjermshus |

|                 |           |                 |
| Larsen 26’, 47’ | Marcatori | 42’ D. Ulvestad |

#### Girone di ritorno
| Arbitro: | Berntsen (Vang) |

|  |           |            |
|  | Marcatori | 43’ Larsen |

| Arbitro: | Eskås |

|             |           |  |
| Karadas 75’ | Marcatori |  |

| Arbitro: | S. Smehus Kringstad |

|             |           |                     |
| Eriksen 27’ | Marcatori | 19’ (rig.) Pedersen |

| Arbitro: | Borgersen (Oslo) |

|                               |           |                            |
| Huseklepp 40’ Kristiansen 83’ | Marcatori | 44’ Stephensen 54’ Lerpold |

| Sogndal 17 agosto 2015, ore 19:00 20ª giornata | Sogndal      | 0 – 0 referto | Brann | Fosshaugane Campus (5.287 spett.)\| Arbitro: \| Hagen (Grue) \| |
| Arbitro:                                       | Hagen (Grue) |               |       |                                                                 |

| Arbitro: | Gya |

|                               |           |  |
| Haugen 11’ Huseklepp 19’, 47’ | Marcatori |  |

| Arbitro: | Saggi |

|                                 |           |                                        |
| Ramsland 26’ Achrifi 88’ (rig.) | Marcatori | 33’ Kristiansen 55’ Rennie 85’ Skaanes |

| Arbitro: | Smehus Kringstad |

|                                                                   |           |  |
| Huseklepp 11’ Grønner 23’, 36’ Lie Skålevik 31’ Barmen 65’ (rig.) | Marcatori |  |

| Ranheim 21 settembre 2015, ore 19:00 24ª giornata | Ranheim | 0 – 0 referto | Brann | DnB Arena (1.285 spett.)\| Arbitro: \| Gya \| |
| Arbitro:                                          | Gya     |               |       |                                               |

| Arbitro: | Berntsen (Vang) |

|                                   |           |                    |
| Lie Skålevik 9’ Barmen 87’ (rig.) | Marcatori | 39’ Retsius Grødem |

| Arbitro: | Eskås |

|  |           |                   |
|  | Marcatori | 45’ (rig.) Barmen |

| Arbitro: | Johansen (Brevik) |

|                  |           |  |
| Karadas 64’, 85’ | Marcatori |  |

| Arbitro: | Gya |

|                             |           |          |
| Lie Skålevik 11’ Haugen 90’ | Marcatori | 90’ Njie |

| Arbitro: | Borgersen (Oslo) |

|                         |           |            |
| Bjørsvik 36’ Furdal 80’ | Marcatori | 90’ Haugen |

| Arbitro: | Ahlsen |

|            |           |                                |
| Barmen 30’ | Marcatori | 75’ Shroot 78’ Ulland Andersen |

### Norgesmesterskapet
| Arbitro: | Hagenes |

|            |           |                                                    |
| Borgen 81’ | Marcatori | 6’, 57’ Skaanes 14’, 21’, 68’ Castro 36’ Huseklepp |

| Arbitro: | Kellerhals |

|                                         |                      |                               |
| Ulland Andersen 37’ (rig.)              | Marcatori            | 90’ Orlov                     |
| Løvland Underhaug Memic Sandvik Lilleng | Tiri di rigore 3 – 4 | Huseklepp Orlov Barmen Acosta |

| Arbitro: | Gjermshus |

|            |           |                                                |
| Tveita 43’ | Marcatori | 2’ Pedersen 58’ Demir 71’ Castro 87’ Huseklepp |

| Arbitro: | Skjerven (Kaupanger) |

|                        |                      |                            |
| Larsen Demidov Hansson | Tiri di rigore 1 – 4 | Ernemann Øby Askar Bellaïd |

## Statistiche

### Statistiche di squadra
| Competizione       | Punti | In casa | In casa | In casa | In casa | In casa | In casa | In trasferta | In trasferta | In trasferta | In trasferta | In trasferta | In trasferta | Totale | Totale | Totale | Totale | Totale | Totale | DR  |
| Competizione       | Punti | G       | V       | N       | P       | Gf      | Gs      | G            | V            | N            | P            | Gf           | Gs           | G      | V      | N      | P      | Gf     | Gs     | DR  |
| ------------------ | ----- | ------- | ------- | ------- | ------- | ------- | ------- | ------------ | ------------ | ------------ | ------------ | ------------ | ------------ | ------ | ------ | ------ | ------ | ------ | ------ | --- |
| 1. divisjon        | 53    | 15      | 9       | 4       | 2       | 30      | 17      | 15           | 5            | 7            | 3            | 16           | 18           | 30     | 14     | 11     | 5      | 46     | 35     | +11 |
| Norgesmesterskapet | -     | 1       | 0       | 1       | 0       | 0       | 0       | 3            | 2            | 1            | 0            | 11           | 3            | 4      | 2      | 2      | 0      | 11     | 3      | +8  |
| Totale             | -     | 16      | 9       | 5       | 2       | 30      | 17      | 18           | 7            | 8            | 3            | 27           | 21           | 34     | 16     | 13     | 5      | 57     | 38     | +19 |

### Statistiche dei giocatori
| Giocatore           | 1. divisjon | 1. divisjon | 1. divisjon | 1. divisjon | Norgesmesterskapet | Norgesmesterskapet | Norgesmesterskapet | Norgesmesterskapet | Coppe europee | Coppe europee | Coppe europee | Coppe europee | Altre coppe | Altre coppe | Altre coppe | Altre coppe | Totale   | Totale | Totale      | Totale     |
| Giocatore           | Presenze    | Reti        | Ammonizioni | Espulsioni  | Presenze           | Reti               | Ammonizioni        | Espulsioni         | Presenze      | Reti          | Ammonizioni   | Espulsioni    | Presenze    | Reti        | Ammonizioni | Espulsioni  | Presenze | Reti   | Ammonizioni | Espulsioni |
| ------------------- | ----------- | ----------- | ----------- | ----------- | ------------------ | ------------------ | ------------------ | ------------------ | ------------- | ------------- | ------------- | ------------- | ----------- | ----------- | ----------- | ----------- | -------- | ------ | ----------- | ---------- |
| B. Acosta           | 28          | 1           | 3           | 1           | 4                  | 0                  | 0                  | 0                  |               |               |               |               |             |             |             |             | 32       | 1      | 3           | 1          |
| K. Barmen           | 23          | 4           | 6           | 0           | 3                  | 0                  | 1                  | 0                  |               |               |               |               |             |             |             |             | 26       | 4      | 7           | 0          |
| E. Birkelund        | 12          | 0           | 2           | 0           | 2                  | 0                  | 0                  | 0                  |               |               |               |               |             |             |             |             | 14       | 0      | 2           | 0          |
| K. Brazy            | 0           | 0           | 0           | 0           | 0                  | 0                  | 0                  | 0                  |               |               |               |               |             |             |             |             | 0        | 0      | 0           | 0          |
| J. Castro           | 14          | 2           | 1           | 0           | 4                  | 4                  | 0                  | 0                  |               |               |               |               |             |             |             |             | 18       | 6      | 1           | 0          |
| V. Demidov          | 25          | 1           | 4           | 0           | 2                  | 0                  | 0                  | 0                  |               |               |               |               |             |             |             |             | 27       | 1      | 4           | 0          |
| E. Demir            | 13          | 0           | 3           | 0           | 2                  | 1                  | 0                  | 0                  |               |               |               |               |             |             |             |             | 15       | 1      | 3           | 0          |
| J. Grønner          | 19          | 2           | 3           | 1           | 3                  | 0                  | 1                  | 0                  |               |               |               |               |             |             |             |             | 22       | 2      | 4           | 1          |
| E. Hansson          | 2           | 0           | 0           | 0           | 4                  | 0                  | 0                  | 0                  |               |               |               |               |             |             |             |             | 6        | 0      | 0           | 0          |
| E. Hanstveit        | 7           | 0           | 0           | 0           | 2                  | 0                  | 0                  | 0                  |               |               |               |               |             |             |             |             | 9        | 0      | 0           | 0          |
| E. Harloff          | 0           | -0          | 0           | 0           | 0                  | -0                 | 0                  | 0                  |               |               |               |               |             |             |             |             | 0        | 0      | 0           | 0          |
| F. Haugen           | 26          | 4           | 5           | 1           | 2                  | 0                  | 2                  | 0                  |               |               |               |               |             |             |             |             | 28       | 4      | 7           | 1          |
| F. Heggland         | 2           | 0           | 0           | 0           | 0                  | 0                  | 0                  | 0                  |               |               |               |               |             |             |             |             | 2        | 0      | 0           | 0          |
| S. Heltne Nilsen    | 10          | 0           | 3           | 0           | -                  | -                  | -                  | -                  |               |               |               |               |             |             |             |             | 10       | 0      | 3           | 0          |
| A. Horwath          | 8           | -10         | 0           | 0           | 2                  | -1                 | 0                  | 0                  |               |               |               |               |             |             |             |             | 10       | -11    | 0           | 0          |
| E. Huseklepp        | 30          | 8           | 2           | 0           | 4                  | 2                  | 0                  | 0                  |               |               |               |               |             |             |             |             | 34       | 10     | 2           | 0          |
| A. Karadas          | 27          | 3           | 3           | 0           | 3                  | 0                  | 0                  | 0                  |               |               |               |               |             |             |             |             | 30       | 3      | 3           | 0          |
| R. Kristiansen      | 12          | 2           | 1           | 0           | -                  | -                  | -                  | -                  |               |               |               |               |             |             |             |             | 12       | 2      | 1           | 0          |
| K. Larsen           | 26          | 6           | 2           | 0           | 4                  | 0                  | 0                  | 0                  |               |               |               |               |             |             |             |             | 30       | 6      | 2           | 0          |
| P. Leciejewski      | 14          | -10         | 3           | 1           | 0                  | -0                 | 0                  | 0                  |               |               |               |               |             |             |             |             | 14       | -10    | 3           | 1          |
| S. Lie Skålevik     | 11          | 3           | 1           | 0           | -                  | -                  | -                  | -                  |               |               |               |               |             |             |             |             | 11       | 3      | 1           | 0          |
| H. Lorentzen        | 0           | 0           | 0           | 0           | -                  | -                  | -                  | -                  |               |               |               |               |             |             |             |             | 0        | 0      | 0           | 0          |
| L. Lynum            | 0           | -0          | 0           | 0           | 0                  | -0                 | 0                  | 0                  |               |               |               |               |             |             |             |             | 0        | 0      | 0           | 0          |
| A. Nouri            | 30          | 0           | 1           | 0           | 3                  | 0                  | 0                  | 0                  |               |               |               |               |             |             |             |             | 33       | 0      | 1           | 0          |
| J. Orlov            | 11          | 4           | 0           | 0           | 3                  | 1                  | 0                  | 0                  |               |               |               |               |             |             |             |             | 14       | 5      | 0           | 0          |
| F. Pallesen Knudsen | 10          | 0           | 0           | 0           | 3                  | 0                  | 1                  | 0                  |               |               |               |               |             |             |             |             | 13       | 0      | 1           | 0          |
| M. Pedersen         | 9           | 3           | 1           | 0           | 1                  | 1                  | 0                  | 0                  |               |               |               |               |             |             |             |             | 10       | 4      | 1           | 0          |
| A. Rennie           | 10          | 1           | 0           | 0           | -                  | -                  | -                  | -                  |               |               |               |               |             |             |             |             | 10       | 1      | 0           | 0          |
| O. Rotihaug         | 3           | 0           | 0           | 0           | 0                  | 0                  | 0                  | 0                  |               |               |               |               |             |             |             |             | 3        | 0      | 0           | 0          |
| K. Skaanes          | 25          | 2           | 1           | 0           | 3                  | 2                  | 2                  | 0                  |               |               |               |               |             |             |             |             | 28       | 4      | 3           | 0          |
| J. Sleen            | 0           | 0           | 0           | 0           | 0                  | 0                  | 0                  | 0                  |               |               |               |               |             |             |             |             | 0        | 0      | 0           | 0          |
| H. Stenevik         | 0           | 0           | 0           | 0           | 0                  | 0                  | 0                  | 0                  |               |               |               |               |             |             |             |             | 0        | 0      | 0           | 0          |
| K. Udjus            | 9           | -15         | 1           | 0           | 2                  | -2                 | 0                  | 0                  |               |               |               |               |             |             |             |             | 11       | -17    | 1           | 0          |
| V. Vevatne          | 2           | 0           | 0           | 0           | -                  | -                  | -                  | -                  |               |               |               |               |             |             |             |             | 2        | 0      | 0           | 0          |
| M. Wåge Raum        | 0           | 0           | 0           | 0           | 1                  | 0                  | 0                  | 0                  |               |               |               |               |             |             |             |             | 1        | 0      | 0           | 0          |